# Ramírez (sobrenome)
Ramírez é um sobrenome de origem patronímica (patriarcal) derivado do nome Ramiro. Em castelhano, o sobrenome significa "filho de Ramiro". Apesar de sua origem Ibérica, o sobrenome se disseminou pelo continente Americano e outras partes do mundo com ondas de migração.
O sufixo -ez é de origem germânica, visigótica e é uma forma de identificar parentesco paterno. Tanto na Espanha visigótica quanto em outras culturas germânicas, era comum formar um sobrenome de um indivíduo a partir do primeiro nome do pai com os sufixos patronímicos -az, -ez, -iz ou -oz. Dessa maneira surgiram sobrenomes paternais como Álvarez (filho de Álvaro), Rodríguez, entre outros.
A forma portuguesa do sobrenome é Ramires.

## Etimologia
Há várias teorias sobre a origem do nome de Ramírez, mas a maioria dos genealogistas concorda que a sua origem primeira visigodos é devido à conquista da Europa, Uma teoria diz que o nome Ramirez vem do nome  'Ramón' , isto na língua Germanic significa "Aviso" e "protetor", vindo de "Reginmund" dos elementos "ragin", igual a conselho, conselho, consulta, notificação ou aviso, e Mund, que significa protetor. Dessa forma, ele se espalharia de 406 d. C. na maioria da Europa em muitos apelidos ou nomes, incluindo os nomes e possíveis apelidos de Raimundo, Raymonde, Raymundi, Raydan, Ramones, Rajmund, Raimunde, Raimonds, Raimo, Raimondas, entre outros.Saints essa derivação são Ramon Nonato e Raymond de Pennafort.
A teoria mais aceita é a que vem do nome Ramiro ou Ramirus. Este nome é a forma latinizada na linguagem visigótica de ragin (leia acima) e mari (famoso), enquanto Ramón pode significar aviso ou "conselho protetor". Ramiro significaria "notificação famosa", embora na realidade em espanhol significa "Grande juiz" (Ramirus), e Raymond "poderoso protetor". Em qualquer caso, é de origem Teutonic. A história conta que San Ramiro, padroeiro dos Ramirez, foi morto por visigodos arianos em ca. 554 ou 630 enquanto cantava com seus irmãos o Credo Niceno.